# Richard Hartley
Pour les articles homonymes, voir Hartley.
Richard Hartley (né le 28 juillet 1944) est un compositeur britannique.

## Filmographie partielle
- 1979 : Une femme disparaît
- 1981 : Shock Treatment
- 1991 : Double vue (Afraid of the Dark) de Mark Peploe
- 1996 : Beauté volée de Bernardo Bertolucci
- 1998 : All the Little Animals de Jeremy Thomas
- 1999 : Alice au pays des merveilles (téléfilm)
- 2000 : Don Quichotte (téléfilm)
- 2003 : Le Lion en hiver (téléfilm)
- 2012 : De grandes espérances (Great Expectations) de Mike Newell
- 2016 : The Rocky Horror Picture Show: Let's Do the Time Warp Again (téléfilm)